# Schlichemtal
Das Gebiet Schlichemtal ist ein vom Regierungspräsidium Freiburg ausgewiesenes Natur- und Vogelschutzgebiet im baden-württembergischen Landkreis Rottweil in Deutschland.

## Lage
Das rund 218 Hektar (ha) große Natur- und Vogelschutzgebiet „Schlichemtal“ erstreckt sich entlang der unteren Schlichem, zwischen der Bundesautobahn 81 im Osten und der Schlichemmündung in den Neckar im Westen. Die Gebiete sind deckungsgleich. Sie verteilen sich zu 9,65 % (= 21,03 ha) auf Dietinger und 90,34 % (= 196,92 ha) auf Epfendorfer Gemeindegebiet.

## Beschreibung
Beschrieben wird das Gebiet „Schlichemtal“ als „reich strukturiertes Tal mit Umlaufberg und schluchtartig in den Kalk eingeschnittener Schlichemklamm, Felsbildungen, Steppenheiden, Schafweiden, Magerrasen, Feuchtwiesen und verschiedene Waldtypen“.

### Bedeutung
Das Vogelschutzgebiet „Schlichemtal“ ist ein bedeutendes Brutgebiet für Wanderfalken in Baden-Württemberg.

### Lebensraumklassen
|                                                                 |                                                                 |  |      |      |
| Nichtwaldgebiete mit hölzernen Pflanzen, Gestrüpp usw.          | Nichtwaldgebiete mit hölzernen Pflanzen, Gestrüpp usw.          |  | 4 %  | 4 %  |
| Mischwald                                                       | Mischwald                                                       |  | 32 % | 32 % |
| Nadelwald                                                       | Nadelwald                                                       |  | 43 % | 43 % |
| Trockengelegtes Grünland                                        | Trockengelegtes Grünland                                        |  | 11 % | 11 % |
| Binnenlandfelsen, Geröll- und Schutthalden, Sandflächen         | Binnenlandfelsen, Geröll- und Schutthalden, Sandflächen         |  | 1 %  | 1 %  |
| Anderes Ackerland                                               | Anderes Ackerland                                               |  | 8 %  | 8 %  |
| Sonstiges (Städte, Straßen, Deponien, Gruben, Industriegebiete) | Sonstiges (Städte, Straßen, Deponien, Gruben, Industriegebiete) |  | 1 %  | 1 %  |
|                                                                 |                                                                 |  |      |      |

## Schutzzweck
Wesentlicher Schutzzweck des Naturschutzgebiets ist die Erhaltung des Schlichemtals mit seinem Umlaufberg und der schluchtartig in die Schichten des Muschelkalks eingegrabenen Schlichemklamm als einzigartiges erd- und landschaftsgeschichtliches Dokument von besonderer Eigenart u Schönheit und als reich strukturiertes Gebiet mit Felsbildungen, Steppenheidevorkommen, Schafweiden, Magerrasen, Feuchtwiesen und verschiedenen Waldtypen, die Lebensraum für eine Vielzahl seltener und gefährdeter Tier - und Pflanzenarten sind.
Die gebietsbezogenen Erhaltungsziele des Vogelschutzgebiets sind je nach Art unterschiedlich beschrieben:

### Brutvögel
Brutvogelarten, die im Anhang I der Vogelschutzrichtlinie aufgelistet und für die in ganz Europa besondere Maßnahmen anzuwenden sind. In diese Kategorie fallen in Baden-Württemberg insgesamt 39 Arten, im Schutzgebiet „Schlichemtal“ lediglich eine Art.

#### Wanderfalke (Falco peregrinus)

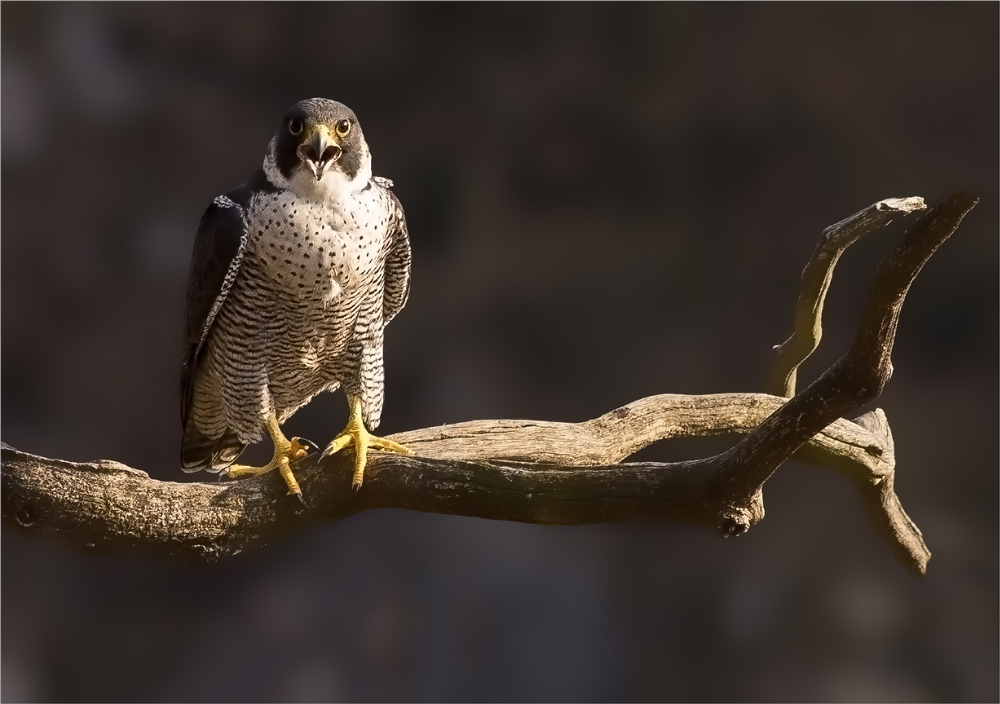
Wanderfalke

Erhaltung der offenen Felswände und von Steinbrüchen jeweils mit Höhlen, Nischen und Felsbändern, Erhaltung der Lebensräume ohne Gefahrenquellen wie nicht vogelsichere Freileitungen und ungesicherte Schornsteine sowie Erhaltung störungsfreier oder zumindest störungsarmer Fortpflanzungsstätten während der Fortpflanzung in der Zeit vom 15. Februar bis 30. Juli.

### Zugvögel
Weitere, nicht in Anhang I aufgelistete Zugvogelarten, die im Land brüten und für die Schutzgebiete ausgewählt wurden. In diese Kategorie fallen in Baden-Württemberg insgesamt 36 Arten, im Schutzgebiet „Schlichemtal“ ist davon keine Art erfasst.

## Zusammenhängende Schutzgebiete
Das Naturschutzgebiet und das Vogelschutzgebiet sind deckungsgleich. Als zusammenhängende Schutzgebiete ausgewiesen sind das 2.203 Hektar große FFH-Gebiet „Neckartal zwischen Rottweil und Sulz“ sowie das Landschaftsschutzgebiet „Neckartal mit Seitentälern von Rottweil bis Aistaig“, das 1.598 Hektar groß ist.